# Сельское поселение Новозаборовский
Сельское поселение Новозаборовский — муниципальное образование в Сызранском районе Самарской области.
Административный центр — посёлок Новозаборовский.

## Административное устройство
В состав сельского поселения Новозаборовский входят:
- посёлок Взгорье,
- посёлок Ерик,
- посёлок Журавлевский,
- посёлок Куропаткино,
- посёлок Новозаборовский,
- посёлок Новорепьевский,
- посёлок Песочный,
- железнодорожная казарма 910 км,
- железнодорожный разъезд 912 км,
- железнодорожный разъезд 950 км,
- железнодорожный разъезд Ризадей.